# 拉科洛拉達 (聖地牙哥區)
拉科洛拉達（西班牙語：La Colorada），是巴拿馬的城鎮，位於該國中西部，由貝拉瓜斯省的聖地牙哥區負責管轄，面積65.2平方公里，海拔高度95米，2010年人口2,128，人口密度每平方公里32.6人。